# Chlorion gratiosum
Chlorion gratiosum là một loài côn trùng cánh màng trong họ Sphecidae, thuộc chi Chlorion. Loài này được F. Smith miêu tả khoa học đầu tiên năm 1856.